# Anillos intracorneales
Los Anillos intracorneales o Anillos de Ferrara, son dos círculos de metacrilato usados en oftalmología como alternativa quirúrgica a fin de evitar la queratoplastia en el tratamiento de las ectasias corneales. Una vez implantados, tienen como función regularizar dicha superficie e intentar detener la evolución de la patología. Corrigen en forma parcial o total el astigmatismo propio de la enfermedad del queratocono, mejorando la agudeza visual, hecho que fue llevado a cabo con éxito en unas investigaciones realizadas con dos pacientes tratados con un anillo intracorneal Keraring.
El cirujano los coloca en forma de anillo en el interior de la córnea, en su zona periférica, aislados del exterior, lejos de la zona central del ojo y guiados por un canal predisecado con un disector específico que tuneliza. La intervención se realiza en un ojo por vez y en caso de ser necesario en ambos. Se espera aproximadamente un intervalo de 30 días entre la cirugía de un ojo y la del otro. Entre las intervenciones más frecuentes se encuentran pacientes afectados por queratocono, degeneración marginal pelúcida, ectasia corneal e irregularidades corneales que se presentan tras haberse sometido a una cirugía láser. 

## Historia
El Origen
En sus principios, entre las técnicas quirúrgicas refractivas, se incluían la ablación o la adición de tejido corneal. Con la ayuda de un microcerátomo y técnicas de congelamiento, se retiraba de la córnea del paciente una fina lamela estromal, dejándola más plana ("keratomileusis"), lo que corregía su miopía. Asimismo, para aumentar la curvatura de la córnea en los ojos hipermétropes, se obtenía una lamela estromal de un ojo donador, que a su vez era implantada en medio a la córnea receptora ("keratophakia").No obstante, este tipo de cirugía no ha perdurado muchos años, pues el equipo era complejo, las técnicas operatorias difíciles y, lo más decepcionante, los resultados completamente variables. Se inició así en la cirugía refractiva, una carrera en búsqueda del desarrollo de técnicas menos traumáticas, las cuales inducirían menores cicatrices y tendrían mayor pronóstico. 
De 1949 a 1978
La utilización de implantes sintéticos intracorneales para la corrección de errores refractivos fue inicialmente idealizada por el oftalmólogo  J. I. Barraquer en 1949, quien introdujo el término Queratoplastia Refractiva, es decir, una cirugía plástica en la córnea con finalidad refractiva (Barraquer JI. Queratoplastia refractiva. Este Inf Oftal 1949;2:10-30). Sin embargo, los primeros resultados obtenidos no fueron alentadores, debido a problemas de biocompatibilidad, insuficiencia de permeabilidad a los nutrientes y al oxígeno, alteraciones en el estado de hidratación de la córnea, etc. Como estas lentes incluían la manipulación quirúrgica del centro de la córnea, existía el riesgo de formación de cicatrices con reducción de la transparencia de la zona óptica del ojo. En los años siguientes, se realizaron varias investigaciones con el propósito de encontrar algún material que fuera biocompatible, permeable y que presentara buena calidad óptica y un alto índice de refracción (Barraquer JI. Modification of refraction by means of intracorneal inclusions. Int Ophthalmol Clin 1966;6:53-78. McCarey BE, Andrews DM. Refractive keratoplasty with intrastromal hydrogel len ticular implants. Invest Ophthalmol Vis Sci 1981;21:107-15. Choyce DP. The correction of refractive errors with polysulfone corneal inlays. A new frontier to be explored? Trans Ophthalmol Soc U K 1985;104:332-42). Para evitar la manipulación de la zona del eje visual, evitando la pérdida de su transparencia, se practicaron diversos intentos de alterar la curvatura de la córnea manipulando sólo su zona periférica. Blavatskaia, D. E. D., realizó experimentos con anillos producidos a partir de córneas humanas, los cuales se injertaban en el estroma receptor con el propósito de corregir su miopía. Desarrolló también una tabla (nomograma) para la elección adecuada del espesor del anillo que debería ser utilizado. Este nomograma correlacionaba el espesor del anillo con el grado de miopía que se deseaba corregir. (Blavatskaia, D. E. D., "the use of intralamellar homoplasty in order to reduce refraction of the eye" Uberstzt. Aus. Oftalmol. Zh. (1966) 7:530-537 which was apparently translated to Arch. Soc. Ophthmol. Optom. (1988) 6:31-325).
En 1978
Gabriel Simón Solano ideó el uso de anillos sólidos intrestromales como base de su tesis doctoral que inició en 1983 y que presentó en 1987. Alvin E. Reynolds desarrolló un Anillo Corneal Intraestromal (ICR) (pat. En los EUA nº 579480 año1987; nº 4766895 año 1988). En 1991, los primeros experimentos clínicos en humanos empezaron en Brasil, inicialmente en ojos ciegos, con un anillo (ICR) entero de 360° de longitud de arco. Este implante sufrió modificaciones, especialmente al dividirse en dos partes, dos segmentos con 150° de arco cada uno ("Intrastromal Corneal Ring Segments - ICRS"). En 1999, el nombre del ICRS se cambió por INTACS. Nuevos cambios en su morfología pasaron a ser estudiados en 2006, con el lanzamiento de un modelo de sección transversal elíptica.
En 1986
En Brasil, Cunha, Paulo Ferrara de Almeida, inicio sus estudios en animales con anillos de PMMA (poli-metil-meta-acrilato) de diámetro reducido, con el objetivo de utilizarlos en la corrección de la miopía. Después de realizar implantes en ojos ciegos, en 1991, realizó el primer implante de anillo con finalidad refractiva. En esta época, el anillo era entero con 360° de longitud de arco, colocándose debajo de un flap realizado con un microcerátomo (como en el LASIK). En 1995, fue implantado el primer anillo en paciente después de trasplante de córnea y queratotomía radial. A partir de 1996, se inició el uso de estos anillos en pacientes con queratocono, intolerantes a lentes de contacto y con indicación para trasplante de córnea.
En 1989
Fleming publicó en 1989 su trabajo con un anillo maleable el cual, después de insertarse en la córnea, podía ser comprimido o dilatado, modificando un determinado meridiano más curvo o más plano. (Fleming JF, Wan WL, Schanzlin DJ.. The theory of corneal curvature change with the Intrastromal Corneal Ring. CLAO J. 1989 Apr-Jun;15(2):146-50). 
Hasta los días actuales
Siepser, Steven B. (Pat. En los EUA nº 4976719 año 1990) ha descrito otro tipo de anillo que reduce o aumenta la curvatura de la córnea usando un único hilo quirúrgico que crea un círculo donde las fuerzas son ajustadas de forma selectiva. Para realizar ese cambio de un modo controlado, ha desarrollado un tensor el cual se une al hilo. Gabriel Simon (pat. en los EUA n.º 5090955 año 1992 y n.º 5372580 año 2001) ha descrito una técnica quirúrgica que permite la modificación de la curvatura de la córnea por la inyección interlamelar de un gel sintético en la periferia corneal, evitando la zona óptica. (Simon, Gabriel et al., "Gel Injection Adjustable Keratoplasty," Graefe's Arch Clin Exp Opthalmol (1991) 229:418-424, pp. 418-424). Joseph Y. Lee (pat. En los EUA nº 5876439 año 1999) describe un anillo inyectable, compuesto de un material semejante a la silicona o polímero de uretano. Después de su inyección, si es necesario, la curvatura de la córnea se ajusta selectivamente retirando parte del líquido inyectado y, de esta forma, disminuyendo el volumen del implante de manera discreta y controlada. Como se puede observar, la idea de introducir un dispositivo entre las lamelas del estroma no es nueva y, aun hoy se realizan pruebas con diversos materiales. Miles de anillos de diversos formatos ya han sido implantados en todo el mundo. Los modelos que más se difundieron por haber obtenido mejor desempeño y reproducibilidad, fueron aquellos producidos en material acrílico rígido (PMMA), con sección transversal triangular o hexagonal, utilizando diversos tamaños y espesores. Este tipo de cirugía se está difundiendo con gran velocidad en diversas regiones del mundo, gracias a la satisfacción de médicos y pacientes en lo que se refiere a los resultados obtenidos. Este buen desempeño es fruto, en parte, de los avances obtenidos en su indicación, técnica de implantación, instrumental etc. Los principales cambios ocurridos fueron: 
1) En la Indicación: esa cirugía era considerada REFRACTIVA y ahora es prescrita especialmente para el tratamiento de córneas enfermas, como en el queratocono, 
2) En el propósito: que era la reducción de la miopía, ahora es principalmente proveer una mejor agudeza visual corregida y frenar/retardar el avance de la ectasia y 
3) En la técnica quirúrgica: Los anillos, que eran implantados a través de incisiones en bolsa o debajo de flaps, pueden ahora introducirse por medios menos traumáticos. Existen actualmente dos maneras de llevarse a cabo esa cirugía. La técnica manual, a través de la realización de un túnel con una espátula curva adecuada o mediante un instrumento mecánico. Y la técnica con láser de femtosegundo, que crea los túneles para la implantación. 
4) En el instrumental quirúrgico: prácticamente todas las piezas del juego de instrumental quirúrgico fueron alteradas y otras fueron añadidas para hacer más fácil, seguro, preciso y reproducible el desempeño del cirujano

## Riesgos
Existen escasos riesgos pero pueden presentarse durante su implantación. También existen riesgos en el posoperatorio, donde puede ocurrir el desplazamiento de los anillos o presentar una infección posterior. Los anillos tienen perfecta tolerancia y pueden ser retirados fácilmente de ser necesario y la córnea recupera su forma inicial.